# Martin Vyskočil
Martin Vyskočil (Olomouc, 15 settembre 1982) è un calciatore ceco, centrocampista dell'SK Chvalkovice.

## Carriera
Questo centrocampista ha iniziato la sua carriera calcistica in SK Chválkovice, da dove si è trasferito a SK Sigma Olomouc, attraverso le categorie giovanili fino alla prima squadra. Ha difeso i suoi colori dal 2001 al 2006 ad eccezione del prestito del 2005 in SK Dynamo České Budějovice. Dopo l'esperienza a Olomouc, si trasferì per la prima volta in Slovacchia e firmò per il grande club ŠK Slovan Bratislava, ma non riuscì a imporsi e ritornò in Repubblica Ceca firmando per FC Tescoma Zlín, con cui rimase due anni prima di trasferirsi a MŠK Žilina. Dopo un anno e mezzo in squadra si trasferì in prestito al 1. FC Tatran Prešov. Successivamente firmò un contratto con FC Spartak Trnava. Nel 2013 andò in prestito allo SK Dynamo České Budějovice, da dove ritornò a Trnava dopo sei mesi. Il suo padre fu a portarlo al calcio, così come suo fratello Michal Vyskočil. Dopo aver terminato il suo impegno a Trnava, ha iniziato a giocare nella seconda divisione MFK Frýdek-Místek, dove è rimasto per due stagioni, prima di trasferirsi a SK Spartak Hulín. Attualmente gioca in 1.HFK Olomouc, dove gioca attivamente e svolge anche il ruolo di assistente dell'allenatore.